# Архитектура Ченнаи

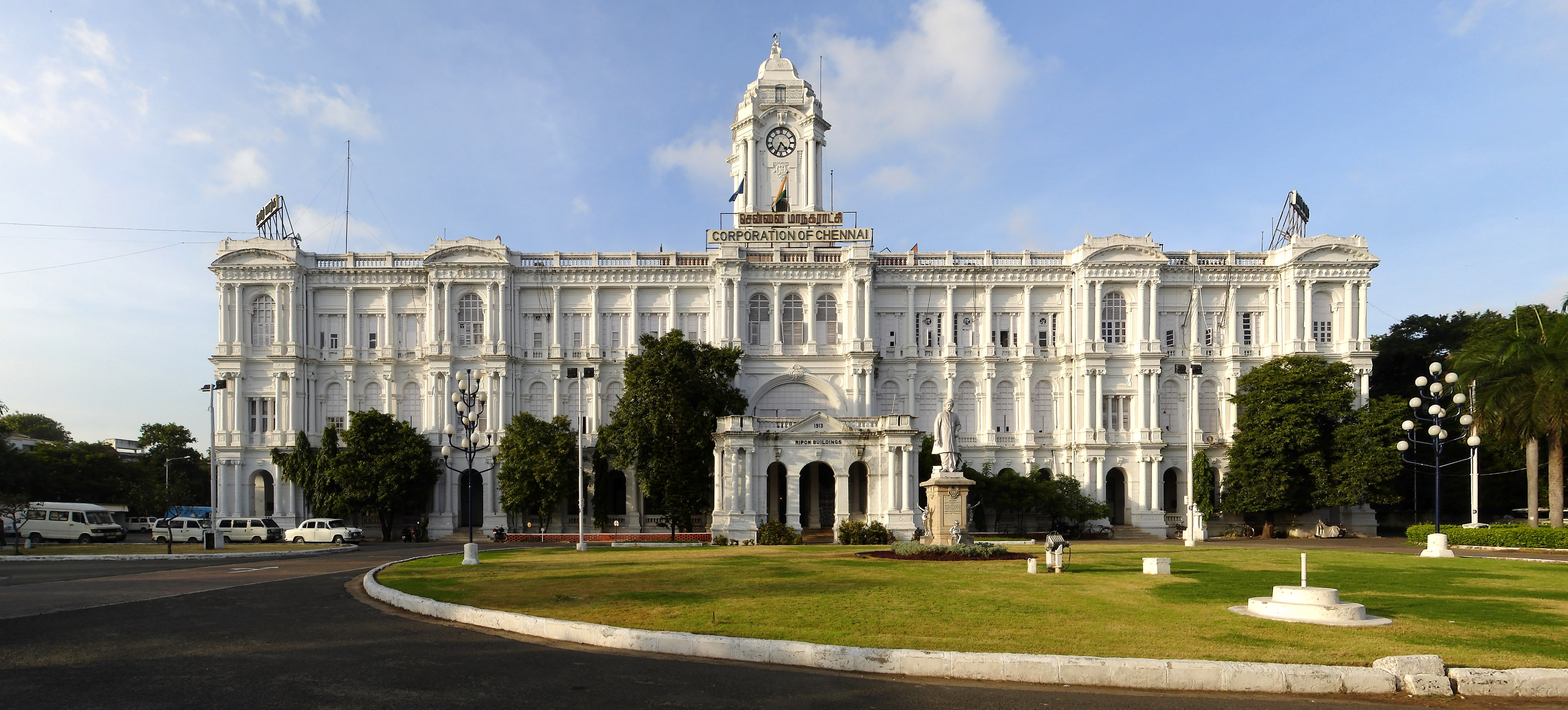
Рипон Билдинг в Ченнаи, пример индо-сарацинского архитектурного стиля

Архитектура Ченнаи вобрала в себя множество архитектурных стилей. Архитектура города представлена начиная от древних дравидских храмов, построенных Паллавами в индо-сарацинском стиле, сооружениями колониальной эпохи, стальными конструкциями XX века и заканчивая современными небоскребами. Ченнаи имеет колониальный архитектурный центр в портовой зоне, в окружении прогрессивных, более новых районов, перемежающихся со старыми храмами, церквями и мечетями.
По состоянию на 2014 год, город Ченнаи, расположенный на площади в 426 км², насчитывает около 625 000 зданий, из которых около 35 000 являются многоэтажными (с четырьмя и более этажами). Из них почти 19 000 обозначены как коммерческие.

## История

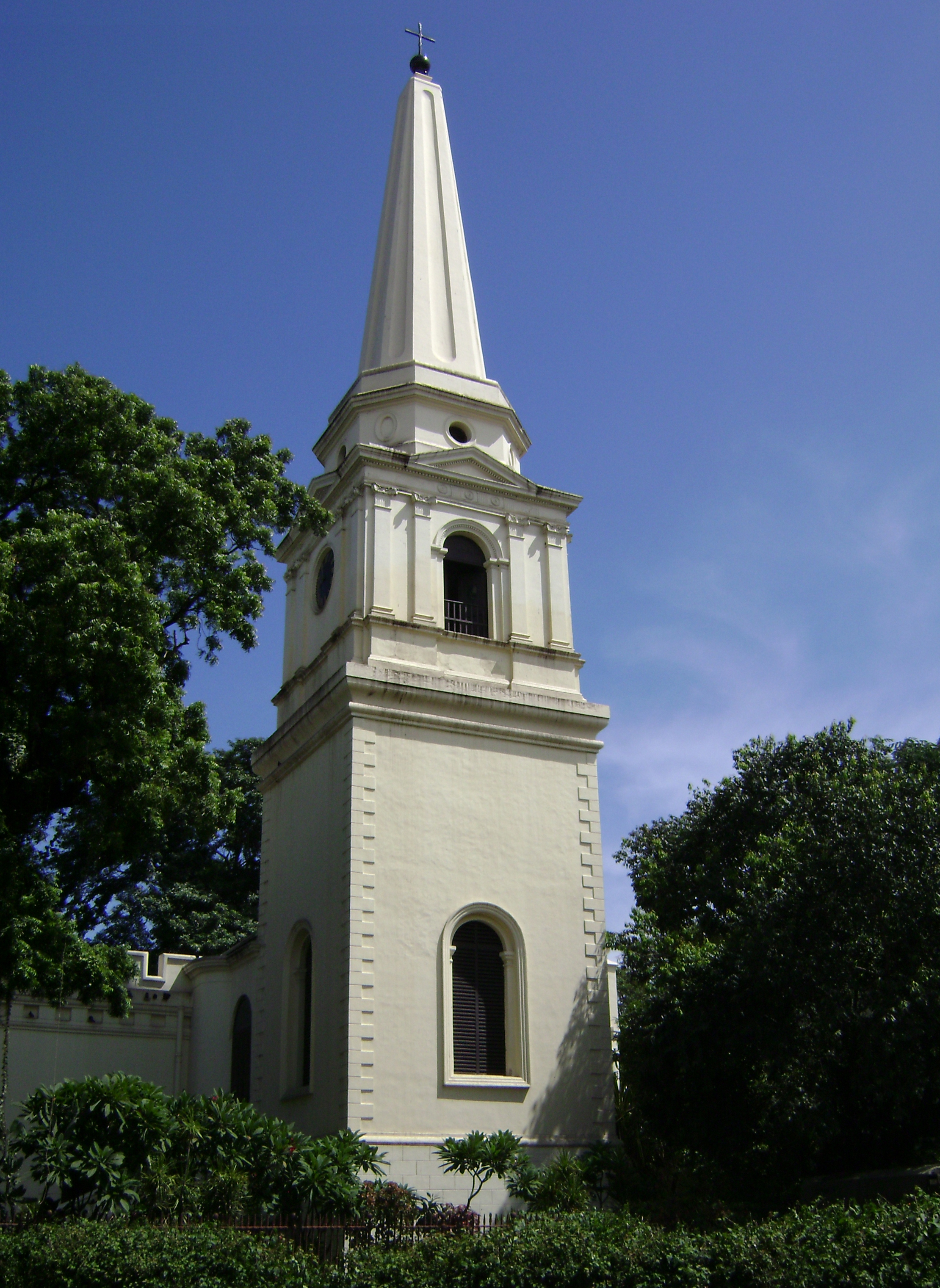
Церковь Святой Марии в форте Сент-Джордж, XVII век

Европейские архитектурные стили, такие как неоклассицизм, романская архитектура, готика и ренессанс, пришли в Индию с европейскими колонистами. В Ченнаи, как в первом крупным британским поселении на Индийском субконтиненте, появились несколько из самых ранних сооружений, построенных в этих стилях. Первые сооружения были утилитарными складами и торговыми крепостями, расположившиеся вдоль береговой линии. Хотя некоторые европейские колонисты, а именно португальцы, датчане и французы, первоначально находились под влиянием местного архитектурного стиля, однако англичане, оставили заметное влияние на архитектуру города. При этом, они следовали абсолютно различным архитектурным стилям.
Начиная с заводов, были построены несколько типов зданий, таких как суды, учебные заведения, муниципальные здания и дак-бунгало. Церкви и другие общественные здания отображали более тонкую архитектуру. Большинство зданий были приспособленными и разработанными ведущими британскими архитекторами того времени. Например, колледж Пачайяпас в Ченнаи был спроектирован на основе Афинского храма Тесея. В отличие от Европы, здания строились в основном из кирпича и оштукатуривались известью, «фасады» иногда выполнялись под камень. Некоторые более поздние здания, однако, строились из камня. Несколько церквей были построены на основе лондонских прототипов, с вариациями. Самым ранним примером является церковь Святой Марии в форте Сент-Джордж.
Передача власти от Британской короны к английской Ост-Индской компании, рост индийского национализма и строительство железных дорог отметили несколько вех в истории колониальной архитектуры. Новые материалы, такие как бетон, стекло, кованый металл и чугун стали все чаще использоваться в строительстве, что открыло новые архитектурные возможности. Местные индийские стили были ассимилированы с общим стилем, и все чаще появлялись в архитектуре. Все эти факторы к концу XIX века привели к развитию индо-сарацинского стиля архитектуры. Викторианский по своей сути, в значительной степени сочетавший элементы из исламских стилей моголов и афганцев, и в первую очередь гибридный стиль, также объединил различные архитектурные элементы индуизма и моголов с готическими арками, куполами, шпилями, минаретами и витражами. Дворец Чепаук называют первым зданием в Индии, построенном в индо-сарацинском стиле. Другие выдающиеся примеры этого стиля архитектуры включают в себя суды, Мемориал Виктории, университет Президенси и Мадрасский университет.

## Стили архитектуры
Индо-сарацинский стиль архитектуры доминирует в Ченнаи так же, как готический стиль доминировал в Мумбаи, до появления стиля ар-деко. Однако, ар-деко ставший новым движением, и повлиявший на вид города, также уступил место современной архитектуре. Интересно, что в Мумбаи появился промежуточный стиль, объединивший готику и ар-деко, а в Ченнаи появилась комбинация из стилей индо-сарцианского и ар-деко. Примерами являются Индуистская высшая школа и школа Кингстон Хаус. Тем не менее, многие здания были либо испорчены современными орнаментами, либо были полностью снесены, чтобы освободить площадь для новых сооружений. Так, например, Oceanic Hotel, построенный в классическом стиле ар-деко, был сравнен с землей для IT-парка.

### Индо-сарацинский и колониальный стиль

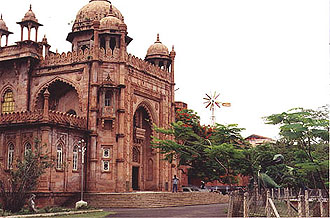
Государственный музей, построенный в индо-сарацинском стиле

В городе можно отметить британское влияние в виде старых соборов и зданий, построенных в сочетании индуистского, исламского и готического стилей, которые привели к появлению индо-сарацинского стиля архитектуры. Многие из зданий колониальной эпохи выдержаны именно в этом стиле. Колониальное наследие Ченнаи является особенно наиболее очевидным вблизи порта и к югу, в сторону форта Сент-Джордж. Этот отрезок между фортом и портом занимают в основном здания Высшего суда Мадраса и нескольких клубов, некоторые из которых существовали начиная с британской эпохи. К югу от форта, через реку Коаум, расположился стадион Чепаук, построенный британцами в 1916 году. Форт Джордж-Таун стал шумным торговым районом, но его архитектура существенно отличается более узкими дорогами и плотно расположенными зданиями. Большинство зданий в колониальном стиле сосредоточены именно в районе порта и форта Сент-Джордж. Остальные части города состоят из главным образом из зданий современной архитектуры, сочетающей бетон, стекло и сталь.
Дворец Чепаук, архитектором которого стал Пауль Бенфилд, называют первым зданием в Индии, построенном в индо-сарацинском стиле. Тем не менее, большинство зданий в индо-сарацинском стиле в городе были разработаны английскими архитекторами Робертом Чисхолмом и Генри Ирвином и их можно увидеть по всему городу, особенно в районах Эспланаде, Чепаук, Анна-Салай, Эгмор, Гинди, Аминджикарай и Парк-Таун. Заметными зданиями в районе Эспланаде являются Высший суд Мадраса (построен в 1892 году), Генеральное почтовое отделение, здание Государственного банка Индии и другие.

## Городское планирование
Дороги и районы города Ченнаи претерпели значительные изменения в конце XX века. Многие районы, расположенные в западной части города были запланированы под дальнейшее развитие, такие как Ашок-Нагар, Кк-Нагар и Анна-Нагар. Несколько районов к югу от реки Адьяр, в том числе Коттарпурам, Бесант-Нагар и сам Адьяр, строились только с середины 1960-х годов. Характерной особенностью всех этих районов стали их необычно широкие дороги. Многие из этих мест были отдалёнными пригородами на момент их проектирования.
В настоящее время усилия по развитию города сконцентрированы вдоль южных и западных пригородов, существует стремление извлечь выгоду из растущего IT коридора на юго-востоке и новых кольцевых дорог на западе. Степень городской застройки города свидетельствует о том факте, что при площади города Ченнаи в 174 км², общая площадь урбанизированной местности оценивается в более чем 1100 км².